# Chester-Beatty-Papyri (Bibel)

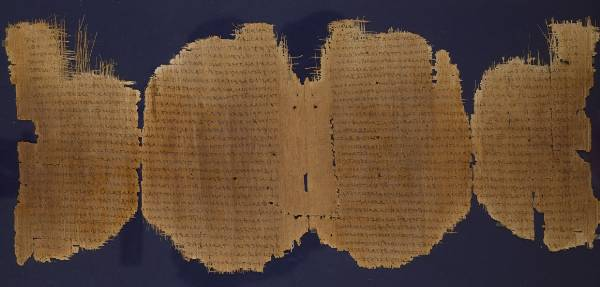
P. Chester Beatty I, (𝔓^{45}) Folio 13–14, mit Teilen des Evangeliums nach Lukas

Die biblischen Chester-Beatty-Papyri sind Handschriften auf Papyrus in griechischer Sprache. Sie enthalten Texte aus dem Alten Testament, dem Neuen Testament, eines besteht aus Teilen des apokryphen Henochbuchs und einer frühchristlichen Homilie. Sie entstanden alle in christlichen Gemeinden in Ägypten und werden größtenteils auf das 3. und 4. Jahrhundert datiert. Die meisten wurden vom amerikanischen Sammler Alfred Chester Beatty um 1930 erworben und befinden sich heute in der Chester Beatty Library (Dublin), einige an der University of Michigan.
Es gibt auch eine Gruppe von 29 magischen und medizinischen Papyri, die ebenfalls als Papyrus Chester Beatty I-XXIX bezeichnet werden.

## Forschungsgeschichte
Um 1930 wurden 12 Papyri von Alfred Chester Beatty in Ägypten erworben. Aller Wahrscheinlichkeit nach wurden die Papyri ursprünglich illegal von Antiquitätenhändlern gekauft. Aus diesem Grund sind die Umstände, unter denen der Fund gemacht wurde, unklar. Eine Annahme ist, dass sich die Manuskripte in Krügen auf einem koptischen Friedhof nahe den Ruinen der antiken Stadt Aphroditopolis befunden haben könnten. Andererseits lässt der fajjumische Dialekt der koptischen Sprache in einem Papyrus auch eine Entstehung nahe Fayyum möglich erscheinen. Auch eine christliche Kirche oder ein Kloster könnten ein Fundort gewesen sein.
Die Papyri wurden zuerst am 19. November 1931 vorgestellt. Die Papyri wurden in den Jahren 1933 bis 1958 durch Frederic G. Kenyon in seinem 8-bändigen Werk The Chester Beatty Biblical Papyri: Descriptions and Texts of Twelve Manuscripts on Papyrus of the Greek Bible veröffentlicht. Die Papyri werden normalerweise als P. Chester Beatty katalogisiert, gefolgt von der zugehörigen römischen Nummer zwischen I und XII, jeweils eine für jedes Manuskript.
In den folgenden Jahrzehnten wurden weitere biblische Papyri von der Chester Beatty Library erworben (XIII, XVII, XVIII, 1499).

## Handschriften

### Handschriften des Alten Testaments
- Papyrus Chester Beatty IV, (Rahlfs 961), 4. Jahrhundert n. Chr.; 1. Mose 9,1–36 mit Lücken; in der Chester Beatty Library in Dublin.
- Papyrus Chester Beatty V, (Rahlfs 962), spätes 3. Jahrhundert n. Chr.; 1. Mose 8,13–9.1; 24,13–25,21; 30,24–46,33 mit Lücken; in der Chester Beatty Library in Dublin.
- Papyrus Chester Beatty VI, (Rahlfs 963), erste Hälfte des 2. Jahrhunderts n. Chr.; Teile aus 4. und 5. Buch Mose; in der Chester Beatty Library in Dublin.
- Papyrus Chester Beatty VII, (Rahlfs 965), erste Hälfte des 3. Jahrhunderts n. Chr.; Teile aus Jesaja; in der Chester Beatty Library in Dublin / Biblioteca Laurenziana in Florenz.
- Papyrus Chester Beatty VIII, (Rahlfs 966), spätes 2. oder frühes 3. Jahrhundert n. Chr.; Teile aus Jesaja; in der Chester Beatty Library in Dublin.
- Papyrus Chester Beatty IX/X, (Rahlfs 967),  um 200 n. Chr.; Ezechiel, Daniel, Ester; fünf verschiedene Aufbewahrungsorte.
- Papyrus Chester Beatty XI, (Rahlfs 964), 4. Jahrhundert n. Chr.; heute in der Chester Beatty Library in Dublin.
- Papyrus Chester Beatty XIII, Psalmen
- Papyrus Chester Beatty XVIII, 3. Jahrhundert n. Chr.; Hiob.

### Handschriften des Neuen Testaments
- Papyrus Chester Beatty I, {\displaystyle {\mathfrak {P}}}45, (Papyrus 45), um das Jahr 250 n. Chr.; zurzeit in der Chester Beatty Library in Dublin, Irland.
- Papyrus Chester Beatty II, {\displaystyle {\mathfrak {P}}}46, (Papyrus 46), zwischen den Jahren 175 und 225 n. Chr.; in der Chester Beatty Library in Dublin / University of Michigan (Mich).
- Papyrus Chester Beatty III, {\displaystyle {\mathfrak {P}}}47, (Papyrus 47), 4. Jahrhundert n. Chr.; in der Chester Beatty Library in Dublin.
- Papyrus Chester Beatty XVII, {\displaystyle {\mathfrak {P}}}97, (Papyrus 97), 6. Jahrhundert n. Chr.; in der Chester Beatty Library in Dublin.
- Papyrus Chester Beatty 1499, {\displaystyle {\mathfrak {P}}}99, (Papyrus 99), 4. oder 5. Jahrhundert n. Chr.; in der Chester Beatty Library in Dublin.

### Handschrift mit apokryphen christlichen Texten
- Papyrus Chester Beatty XII, 4. Jahrhundert n. Chr.; in der Chester Beatty Library in Dublin.